# 2011년 대한민국 재보궐선거
2011년 대한민국 재보궐선거는 2011년에 치러진 대한민국의 재보궐선거이다. 공직선거법 규정에 의해 상반기 재보궐선거는 4월 27일에, 하반기 재보궐선거는 10월 26일에 이루어졌다.

## 4월 27일 재보궐선거

### 개요
- 선거일: 2011년 4월 27일(수) 06:00~20:00
- 선거 내용: 총 38개 선거구
  - 국회의원: 3명
  - 광역단체장: 1명
  - 기초단체장: 6명
  - 광역의원: 5명
  - 기초의원: 23명

### 선거 구역 및 사유

#### 국회의원
| 직책     | 정당 | 정당     | 전임자 | 선거구                | 선거 사유   | 선거 종류 | 비고 |
| -------- | ---- | -------- | ------ | --------------------- | ----------- | --------- | ---- |
| 국회의원 |      | 한나라당 | 임태희 | 경기 성남시 분당구 을 | 사직        | 보궐선거  |      |
| 국회의원 |      | 민주당   | 서갑원 | 전남 순천시           | 의원직 상실 | 보궐선거  |      |
| 국회의원 |      | 민주당   | 최철국 | 경남 김해시 을        | 의원직 상실 | 보궐선거  |      |

#### 광역단체장
| 직책       | 정당 | 정당   | 전임자 | 선거구 | 선거 사유     | 선거 종류 | 비고 |
| ---------- | ---- | ------ | ------ | ------ | ------------- | --------- | ---- |
| 강원도지사 |      | 민주당 | 이광재 | 강원도 | 도지사직 상실 | 보궐선거  |      |

#### 기초단체장
| 직책          | 정당 | 정당     | 전임자 | 선거구      | 선거 사유 | 선거 종류 | 비고 |
| ------------- | ---- | -------- | ------ | ----------- | --------- | --------- | ---- |
| 서울 중구청장 |      | 민주당   | 박형상 | 서울 중구   | 당선무효  | 재선거    |      |
| 울산 중구청장 |      | 무소속   | 조용수 | 울산 중구   | 당선무효  | 재선거    |      |
| 울산 동구청장 |      | 한나라당 | 정천석 | 울산 동구   | 당선무효  | 재선거    |      |
| 강원 양양군수 |      | 한나라당 | 이진호 | 강원 양양군 | 당선무효  | 재선거    |      |
| 충남 태안군수 |      | 무소속   | 김세호 | 충남 태안군 | 당선무효  | 재선거    |      |
| 전남 화순군수 |      | 무소속   | 전완준 | 전남 화순군 | 당선무효  | 재선거    |      |

#### 광역의원
| 직책               | 정당 | 정당     | 전임자 | 선거구           | 선거 사유 | 선거 종류 | 비고 |
| ------------------ | ---- | -------- | ------ | ---------------- | --------- | --------- | ---- |
| 울산광역시의회의원 |      | 무소속   | 박래환 | 중구 제4선거구   | 당선무효  | 재선거    |      |
| 충청북도의회의원   |      | 민주당   | 박한규 | 제천시 제2선거구 | 당선무효  | 재선거    |      |
| 전라북도의회의원   |      | 민주당   | 유영국 | 전주시 제9선거구 | 사망      | 보궐선거  |      |
| 전라남도의회의원   |      | 민주당   | 홍이식 | 화순군 제2선거구 | 사직      | 보궐선거  |      |
| 경상남도의회의원   |      | 한나라당 | 김일곤 | 거제시 제1선거구 | 당선무효  | 재선거    |      |

#### 기초의원
| 직책                | 정당 | 정당       | 전임자 | 선거구          | 선거 사유   | 선거 종류 | 비고 |
| ------------------- | ---- | ---------- | ------ | --------------- | ----------- | --------- | ---- |
| 서울 강남구의회의원 |      | 민주당     | 최현진 | 강남구 다선거구 | 사직        | 보궐선거  |      |
| 서울 강남구의회의원 |      | 한나라당   | 오완진 | 강남구 사선거구 | 당선무효    | 재선거    |      |
| 대구 서구의회의원   |      | 무소속     | 류기태 | 서구 가선거구   | 사망        | 보궐선거  |      |
| 대구 달서구의회의원 |      | 한나라당   | 최성기 | 달서구 라선거구 | 사망        | 보궐선거  |      |
| 대구 달서구의회의원 |      | 한나라당   | 권순철 | 달서구 마선거구 | 사망        | 보궐선거  |      |
| 대전 대덕구의회의원 |      | 민주당     | 이한준 | 대덕구 나선거구 | 당선무효    | 재선거    |      |
| 울산 중구의회의원   |      | 한나라당   | 박홍규 | 중구 가선거구   | 당선무효    | 재선거    |      |
| 경기 고양시의회의원 |      | 한나라당   | 김동기 | 고양시 바선거구 | 당선무효    | 재선거    |      |
| 경기 안성시의회의원 |      | 민주당     | 이세찬 | 안성시 나선거구 | 사직        | 보궐선거  |      |
| 강원 태백시의회의원 |      | 무소속     | 심창보 | 태백시 나선거구 | 당선무효    | 재선거    |      |
| 충북 제천시의회의원 |      | 민주당     | 김명섭 | 제천시 가선거구 | 의원직 상실 | 보궐선거  |      |
| 충북 청원군의회의원 |      | 민주당     | 변종윤 | 청원군 가선거구 | 당선무효    | 재선거    |      |
| 충남 보령시의회의원 |      | 자유선진당 | 이창성 | 보령시 가선거구 | 당선무효    | 재선거    |      |
| 충남 연기군의회의원 |      | 민주당     | 지천호 | 연기군 다선거구 | 당선무효    | 재선거    |      |
| 충남 부여군의회의원 |      | 한나라당   | 유재욱 | 부여군 나선거구 | 당선무효    | 재선거    |      |
| 충남 서천군의회의원 |      | 자유선진당 | 김경제 | 서천군 가선거구 | 당선무효    | 재선거    |      |
| 전북 남원시의회의원 |      | 민주당     | 오윤수 | 남원시 가선거구 | 당선무효    | 재선거    |      |
| 전북 고창군의회의원 |      | 민주당     | 김종호 | 고창군 가선거구 | 사망        | 보궐선거  |      |
| 전남 목포시의회의원 |      | 민주당     | 박정훈 | 목포시 라선거구 | 당선무효    | 재선거    |      |
| 경북 예천군의회의원 |      | 무소속     | 이상훈 | 예천군 라선거구 | 당선무효    | 재선거    |      |
| 경남 고성군의회의원 |      | 한나라당   | 김창린 | 고성군 다선거구 | 당선무효    | 재선거    |      |
| 경남 양산시의회의원 |      | 한나라당   | 손정락 | 양산시 바선거구 | 당선무효    | 재선거    |      |
| 경남 함양군의회의원 |      | 한나라당   | 박성서 | 함양군 나선거구 | 사직        | 보궐선거  |      |

### 개표 결과
- 총선거인수 : 3,358,536 명
- 총투표자수 : 1,331,642 명
- 투표율 : 39.65%
- 정당별 당선자 수
  - 한나라당: 17 (국회의원 1, 기초단체장 2, 광역의원 2, 기초의원 12)
  - 민주당 : 11 (국회의원 1, 광역단체장 1, 기초단체장 2, 광역의원 2, 기초의원 5)
  - 민주노동당 : 5 (국회의원 1, 기초단체장 1, 광역의원 1, 기초의원 2)
  - 자유선진당 : 4 (기초단체장 1, 기초의원 3)
  - 무소속 : 1 (기초의원 1)

#### 국회의원
|  | 51.00% |

|  | 48.31% |

|  | 0.67% |

|  | 36.24% |

|  | 21.72% |

|  | 15.88% |

|  | 11.47% |

|  | 8.33% |

|  | 3.90% |

|  | 2.43% |

|  | 51.01% |

|  | 48.98% |

#### 광역단체장
|  | 51.08% |

|  | 46.56% |

|  | 2.34% |

#### 기초단체장
|  | 51.30% |

|  | 48.69% |

|  | 51.19% |

|  | 48.80% |

|  | 47.30% |

|  | 43.02% |

|  | 6.07% |

|  | 3.59% |

|  | 50.62% |

|  | 23.18% |

|  | 20.54% |

|  | 5.64% |

|  | 44.01% |

|  | 30.15% |

|  | 21.80% |

|  | 4.02% |

|  | 49.03% |

|  | 38.84% |

|  | 10.41% |

|  | 1.70% |

#### 광역의원
|  | 29.22% |

|  | 26.71% |

|  | 17.54% |

|  | 17.13% |

|  | 9.36% |

|  | 53.88% |

|  | 36.76% |

|  | 9.35% |

|  | 50.87% |

|  | 36.09% |

|  | 13.02% |

|  | 61.72% |

|  | 38.27% |

|  | 27.56% |

|  | 22.06% |

|  | 20.56% |

|  | 17.72% |

|  | 12.06% |

#### 기초의원
|  | 66.60% |

|  | 33.39% |

|  | 40.80% |

|  | 29.63% |

|  | 29.56% |

|  | 52.53% |

|  | 23.98% |

|  | 9.76% |

|  | 8.51% |

|  | 5.19% |

|  | 42.22% |

|  | 22.00% |

|  | 14.84% |

|  | 12.46% |

|  | 8.48% |

|  | 39.19% |

|  | 31.81% |

|  | 28.99% |

|  | 31.93% |

|  | 27.12% |

|  | 25.03% |

|  | 15.90% |

|  | 55.62% |

|  | 44.37% |

|  | 41.00% |

|  | 28.99% |

|  | 13.27% |

|  | 8.26% |

|  | 6.15% |

|  | 2.30% |

|  | 54.77% |

|  | 45.82% |

|  | 25.81% |

|  | 25.77% |

|  | 20.81% |

|  | 16.14% |

|  | 7.58% |

|  | 3.86% |

|  | 56.94% |

|  | 43.05% |

|  | 38.07% |

|  | 37.79% |

|  | 24.12% |

|  | 37.15% |

|  | 33.49% |

|  | 16.32% |

|  | 7.45% |

|  | 5.57% |

|  | 40.87% |

|  | 28.55% |

|  | 18.05% |

|  | 12.21% |

|  | 57.01% |

|  | 42.98% |

|  | 50.76% |

|  | 25.13% |

|  | 24.10% |

|  | 27.72% |

|  | 26.27% |

|  | 19.78% |

|  | 13.78% |

|  | 12.93% |

|  | 69.17% |

|  | 30.82% |

|  | 42.76% |

|  | 41.27% |

|  | 15.96% |

|  | 50.46% |

|  | 49.53% |

|  | 36.74% |

|  | 32.62% |

|  | 25.71% |

|  | 4.91% |

|  | 40.07% |

|  | 31.79% |

|  | 18.30% |

|  | 9.82% |

|  | 40.02% |

|  | 27.36% |

|  | 23.10% |

|  | 9.49% |

### 당선자

#### 국회의원
|  | 51.67% |

|  | 36.24% |

|  | 51.01% |

#### 광역단체장
| 직책       | 정당   | 정당   | 당선자 | 득표수  | 득표율          | 비고 |
| ---------- | ------ | ------ | ------ | ------- | --------------- | ---- |
| 강원도지사 |        | 민주당 | 최문순 | 293,509 | \| \| 51.08% \| |      |
|            | 51.08% |        |        |         |                 |      |

#### 기초단체장
|  | 51.30% |

|  | 51.19% |

|  | 47.30% |

|  | 50.62% |

|  | 44.01% |

|  | 49.03% |

#### 광역의원
|  | 29.22% |

|  | 53.88% |

|  | 50.87% |

|  | 61.72% |

|  | 27.56% |

#### 기초의원
|  | 66.60% |

|  | 40.80% |

|  | 52.53% |

|  | 42.22% |

|  | 39.19% |

|  | 31.93% |

|  | 55.62% |

|  | 41.00% |

|  | 54.17% |

|  | 25.81% |

|  | 56.94% |

|  | 38.07% |

|  | 37.15% |

|  | 40.87% |

|  | 57.01% |

|  | 50.78% |

|  | 27.22% |

|  | 69.17% |

|  | 42.76% |

|  | 50.46% |

|  | 36.74% |

|  | 40.07% |

|  | 40.02% |

### 선거 결과

#### 국회의원
| 선거구                | 정당 | 정당     | 전임자 | 정당 | 정당       | 당선자 |
| --------------------- | ---- | -------- | ------ | ---- | ---------- | ------ |
| 경기 성남시 분당구 을 |      | 한나라당 | 임태희 |      | 민주당     | 손학규 |
| 전남 순천시           |      | 민주당   | 서갑원 |      | 민주노동당 | 김선동 |
| 경남 김해시 을        |      | 민주당   | 최철국 |      | 한나라당   | 김태호 |

#### 광역단체장
| 직책       | 정당 | 정당   | 전임자 | 정당 | 정당   | 당선자 |
| ---------- | ---- | ------ | ------ | ---- | ------ | ------ |
| 강원도지사 |      | 민주당 | 이광재 |      | 민주당 | 최문순 |

#### 기초단체장
| 직책          | 정당 | 정당     | 전임자 | 정당 | 정당       | 당선자 |
| ------------- | ---- | -------- | ------ | ---- | ---------- | ------ |
| 서울 중구청장 |      | 민주당   | 박형상 |      | 한나라당   | 최창식 |
| 울산 중구청장 |      | 무소속   | 조용수 |      | 한나라당   | 박성민 |
| 울산 동구청장 |      | 한나라당 | 정천석 |      | 민주노동당 | 김종훈 |
| 강원 양양군수 |      | 한나라당 | 이진호 |      | 민주당     | 정상철 |
| 충남 태안군수 |      | 무소속   | 김세호 |      | 자유선진당 | 진태구 |
| 전남 화순군수 |      | 무소속   | 전완준 |      | 민주당     | 홍이식 |

#### 광역의원
| 의회           | 선거구           | 정당 | 정당     | 전임자 | 정당 | 정당       | 당선자 |
| -------------- | ---------------- | ---- | -------- | ------ | ---- | ---------- | ------ |
| 울산광역시의회 | 중구 제4선거구   |      | 무소속   | 박래환 |      | 한나라당   | 김일현 |
| 충청북도의회   | 제천시 제2선거구 |      | 민주당   | 박한규 |      | 한나라당   | 강현삼 |
| 전라북도의회   | 전주시 제9선거구 |      | 민주당   | 유영국 |      | 민주당     | 김종담 |
| 전라남도의회   | 화순군 제2선거구 |      | 민주당   | 홍이식 |      | 민주당     | 구복규 |
| 경상남도의회   | 거제시 제1선거구 |      | 한나라당 | 김일곤 |      | 민주노동당 | 이길종 |

#### 기초의원
| 의회            | 선거구          | 정당 | 정당       | 전임자 | 정당 | 정당       | 당선자 |
| --------------- | --------------- | ---- | ---------- | ------ | ---- | ---------- | ------ |
| 서울 강남구의회 | 강남구 다선거구 |      | 민주당     | 최현진 |      | 한나라당   | 강동원 |
| 서울 강남구의회 | 강남구 사선거구 |      | 한나라당   | 오완진 |      | 한나라당   | 윤석민 |
| 대구 서구의회   | 서구 가선거구   |      | 무소속     | 류기태 |      | 한나라당   | 안영철 |
| 대구 달서구의회 | 달서구 라선거구 |      | 한나라당   | 최성기 |      | 한나라당   | 배보용 |
| 대구 달서구의회 | 달서구 마선거구 |      | 한나라당   | 권순철 |      | 한나라당   | 이성순 |
| 대전 대덕구의회 | 대덕구 나선거구 |      | 민주당     | 이한준 |      | 한나라당   | 윤성환 |
| 울산 중구의회   | 중구 가선거구   |      | 한나라당   | 박홍규 |      | 한나라당   | 권태호 |
| 경기 고양시의회 | 고양시 바선거구 |      | 한나라당   | 김동기 |      | 한나라당   | 이영휘 |
| 경기 안성시의회 | 안성시 나선거구 |      | 민주당     | 이세찬 |      | 민주노동당 | 최현주 |
| 강원 태백시의회 | 태백시 나선거구 |      | 무소속     | 심창보 |      | 민주당     | 유태호 |
| 충북 제천시의회 | 제천시 가선거구 |      | 민주당     | 김명섭 |      | 한나라당   | 염재만 |
| 충북 청원군의회 | 청원군 가선거구 |      | 민주당     | 변종윤 |      | 민주당     | 오준성 |
| 충남 보령시의회 | 보령시 가선거구 |      | 자유선진당 | 이창성 |      | 자유선진당 | 이효열 |
| 충남 연기군의회 | 연기군 다선거구 |      | 민주당     | 지천호 |      | 민주당     | 고준일 |
| 충남 부여군의회 | 부여군 나선거구 |      | 한나라당   | 유재욱 |      | 자유선진당 | 백용달 |
| 충남 서천군의회 | 서천군 가선거구 |      | 자유선진당 | 김경제 |      | 자유선진당 | 나학균 |
| 전북 남원시의회 | 남원시 가선거구 |      | 민주당     | 오윤수 |      | 민주당     | 김종관 |
| 전북 고창군의회 | 고창군 가선거구 |      | 민주당     | 김종호 |      | 민주당     | 조병익 |
| 전남 목포시의회 | 목포시 라선거구 |      | 민주당     | 박정훈 |      | 민주당     | 최기동 |
| 경북 예천군의회 | 예천군 라선거구 |      | 무소속     | 이상훈 |      | 한나라당   | 이준상 |
| 경남 고성군의회 | 고성군 다선거구 |      | 한나라당   | 김창린 |      | 무소속     | 정호용 |
| 경남 양산시의회 | 양산시 바선거구 |      | 한나라당   | 손정락 |      | 한나라당   | 이상정 |
| 경남 함양군의회 | 함양군 나선거구 |      | 한나라당   | 박성서 |      | 한나라당   | 노길용 |

### 논란
- 엄기영의 불법선거 운동: 엄기영의 선거 홍보원들은 강릉 경포대의 한 펜션에 전화방을 차린 뒤 홍보원들을 모집해 임차한 휴대폰 등으로 엄기영의 지지를 부탁하는 불법 선거운동을 벌여 2명이 구속되고, 29명이 불구속 입건됐다.[1] 선관위에 신고하지 않았기 때문이었다. 이들은 전화 홍보원들에게 일당 5만원의 급여를 선거가 끝난 뒤에 지급하기로 하고, 엄기영의 지지를 부탁하는 문자와 전화를 하도록 지시한 것으로 밝혀졌다.[1] 이전까지 여론조사에서 엄기영은 최문순에게 10~20% 이상 앞서고 있었기 때문에 이번 불법선거 사건은 영향이 컸다. 그러나 엄기영은 자신은 모르는 일이고 선거운동원들이 자발적으로 한 일이라고 주장했으나, 팬션과 휴대폰까지 자발적으로 마련한 것을 보면 엄기영의 말을 믿기 어렵다는 여론이 많았다.[2] 엄기영은 또한 유세를 하는 과정에서 향응을 제공한 혐의로 검찰에 고발당하기도 했다.[3]
- 최문순의 허위사실 공표: 최문순의 허위여론조사 결과 대량 문자 발송도 논란이 되었다. 최문순은‘한나라당과 민주당 후보가 1% 초박빙으로 경합중’이라는 내용의 문자메시지 220,000건을 발송했고 한나라당은 이는 '허위사실 공표'로 당선무효가 가능한 범죄라고 주장했다. 최문순 측은 "SBS방송사 인터넷 게시물을 뉴스에 보도된 것으로 잘못 알고 한 실무자의 실수이다"고 해명했으나 한나라당은“선관위 문의 결과 완전히 거짓말임이 드러났다”고 주장했다. 
 실제 발송된 문자 메시지의 내용은 실제 여론조사기관의 결과가 아니며 기자의 개인적인 분석인 것으로 확인됐다.[4][5] 5월 6일 방송된 KBS 《미디어 비평》이 조사한 바에 따르면 최문순 측이 보낸 문자 내용 "1%격차"는 SBS 홈페이지에 실제로 올라와 있던 것으로 드러났으며, 다만 방송에 보도되지 않은 것이었다. 최문순 측은 "해당 문자메시지는 선거법상 5차례까지 허용된 범위 내에서 발송된 것이며, 발송 문안은 17일 선관위에서도 확인한 내용"이라며 문자메시지 자체는 위법이 아님을 밝혔다.[6] 최문순은 "일부는 사실과 다르고 일부는 사소한 오류에서 비롯된 것으로, (한나라당의) 강릉 불법 콜센터 사건과는 본질적으로 다름에도 물타기 하려는 의도"라고 주장했다.[7] 한편 최문순은 한나라당이 성명에서 "경찰이 최 후보 선대위 팀장을 검거하기 위해 추적 수사중"이라고 한 것은 허위사실이라고 밝혔다.[8]
- 여론조사: 선거전 여론조사의 신뢰성에도 문제가 제기됐다. 재보선 일주일 전부터는 여론조사를 공표하지 못한다는 한계가 있긴 했으나, 그것을 감안한다고 하더라도 여론조사 지지율과 득표율이 두 자릿수 이상 빗나가거나, 당선자조차 못맞추는 경우가 허다했다.[9] 이는 2010년에 있었던 지방선거에서도 있었던 것으로써 또 다시 '여론조사 무용론'이 제기됐다.[10]
- 기타: 경찰과 검찰은 특정정당에게 불리한 내용을 담아 투표독려 캠페인을 벌인 시민에 대해서는 긴급체포영장을 발부하여 과잉대응이라는 논란이 있다.[11] 민주당은 엄기영의 불법 선거 운동에 대해서는 수사 의지조차 나타내지 않아 편파수사라고 주장했다.[12] 농협 전산 장애 사태를 조사한 검찰이 재보선 전날 '북한소행 가능성이 있다'고 밝힌 것에 대해 일부 누리꾼은 "선거용 조사"라며 ‘북한 소행설’이 4.27 재보선에서 기인된 것일 수 있다"고 추측했다.[13] 한편, 민주당 최종원의원은 유세현장에서 우리가 총선에 승리하면, 제대로 걸리면 감방 줄줄이 간다. 김진선이도 감방가고 다 간다. 엄기영이 불법선거운동 감방 간다”고 주장해 막말 논란이 일었다. 한나라당은 정치보복을 하겠다는 협박이자 사실을 날조한 것”이라며 최종원을 검찰에 고발했다.[14] 한편, 북한은 4·27 재보선을 앞두고 한나라당을 겨냥해 '보수정권'을 심판하자는 내용의 선전선동을 강화하기도 했다.[15] 이재오 특임장관이 20일 친이(친이명박)계 의원 모임에서 4·27 재·보궐선거와 관련해 지역별로 ‘특별임무’를 제시하며 적극 지원을 독려하여 현직 장관의 개입이라는 논란을 일으켰다.[16]

### 평가와 영향력
언론과 정당들은 이번 선거를 '한나라당의 참패'로 평가했다. 재보선에서는 투표율이 높아질수록 야당이 유리하다는 정설이 있는데 이 역시 그대로 들어맞았다. 이번 선거의 최대 격전지는 총 4곳으로 강원도지사, 분당을, 경남김해, 전남순천 등이다. 궂은 날씨에도 불구하고 2000년 이후 열린 재보선중에 3번째로 높은 투표율을 기록했고 민주당은 후보를 낸 2곳에서 승리했다. 민주당의 승리한 이유로는 '정권 심판론'이 지지를 얻었다는 분석이 가장 많다. 2010년부터 불거진 과도한 물가 상승, 전세 대란, 실업 문제 등으로 인해 민심을 잃었다는 것이다. 또한 이명박 대통령의 주요 공약이었던 동남권 신공항의 백지화, 과학벨트 원점 검토 등 ‘대선공약을 지키지 않는 정부’라는 낙인이 컸다
- 분당을: 한나라당의 텃밭이라 여겨져 왔던 분당을(乙) 국회의원 선거에서 강재섭이 패배하고 손학규가 당선되면서 정국의 흐름은 야당으로 넘어갔다는 상징적인 의미가 부여됐다. 분당을은 수도권의 핵심적인 지역으로써 이번 선거를 통해 차기 총선과 대선에서 수도권 민심을 미리 읽을 수 있으며, 전·현직 당 대표가 맞붙어 정당들과 언론들이 이전부터 꾸준히 분당을 선거의 중요성을 강조해왔다. 차기 대선 후보로도 거론되는 손학규는 이번 선거에서 승리함으로써 차기 대선 주자로써의 입지를 굳히게 되어 가장 큰 수혜자로 꼽힌다.[20] 재보선 다음날 실시된 차기 대선후보 여론조사에서 손학규는 지지율이 무려 2배 가까이 급등하여 14.9%를 기록해 유시민을 제치고 2위를 기록했다.[21] 이재오는 "강남 출신 분당주민, 용인수지 가는 통에 패배했다"고 분석했다.[22]
- 강원도지사: 이광재가 도지사직을 상실하여 실시된 강원도지사 선거에서도 민주당 최문순이 또 다시 승리했다. 최문순은 그동안 여론조사에서 엄기영에게 10% 이상 뒤지고 있었기 때문에 이번 선거의 승리는 예고되지 않았던 것이었다.[23] 이는 이광재가 유죄판결을 받고 도지사직을 상실한 것에 대해 도민들이 비판론보다는, 정부에 의한 표적수사 등 동정론이 우세했다는 분석도 있다.[24]
- 전남 순천: 전남 순천에서는 민주당·민노당의 야권 단일화에 불복하여 대거 탈당한 민주당 출신 무소속 후보들과의 경합 끝에 민주노동당 김선동 후보가 승리했다.[25] 이로써 민주노동당은 진보정당으로는 처음으로 호남지역에 국회의원을 배출했다.
- 경남 김해: 한편 노무현 전 대통령의 고향인 경남 김해에서 이봉수 후보를 내세워 첫 원내 진출을 계획했던 국민참여당은 한나라당 김태호에게 2% 득표율 차이로 패배하면서 국민참여당 대표로 활동하고 있는 유시민의 정치적 입지가 좁아지게 됐다.[26] 유시민은 경남 김해을 야권연대를 둘러싸고 막판까지 민주당과 갈등을 겪었으며 자당 후보를 위한 벼랑끝 단일화 방안을 민주당에게 수용시켜 단일화에 성공하였으나, 이번 선거에서 패배하면서 민주당과, 국민참여당 지지자들의 비판을 받기도 했다. 유시민은 자신의 트위터에 "너무나 죄송하다, 큰 죄를 지었다"라고 글을 올렸다.[27] 이로 인해 야권 통합에 대해서 더 활발하게 논의되게 되었다.[28] 다음날 실시된 차기 대선후보 여론조사에서도 유시민의 지지율이 하락하여 3위로 내려앉았다.[21] 반면 국무총리 후보자에 지명되었다가 도덕성 문제로 국회에서 지적받고 낙마했던 김태호는 노무현 전 대통령의 고향 김해을에서 승리를 거둠으로써 재기에 성공했고 떠오르는 한나라당의 차세대 지도자로 거론될정도의 지명도를 얻었다.[29][30]
- 한나라당의 반응: 한나라당은 침울해졌다. 선거 결과를 받아들이고 다음날 안상수 원내대표를 포함한 당 지도부가 총사퇴해 비상대책위원회를 구성했다.[31] 한나라당의 비대위 구성은 2010년에 있었던 지방선거 이후로 처음 있는 일이다. 그동안 재보선의 승패에 대해 별다른 의견을 보이지 않았던 박근혜도 입을 열었다. 박근혜는 "이번 (국민의) 선택은 한나라당 전체의 책임입니다. 저도 책임을 통감하고 있습니다."라고 말했다.[32] 박근혜는 그동안 이명박 정부와 거리를 두어왔지만 이번 선거를 계기로 본격적인 대권 행보를 시작하는 것 아니냐는 전망도 나왔다.[33] 5월 6일 박근혜는 "내년에는 중요한 선거 있고. 아무래도 활동을 하게 되지 않을까"라면서 향후 행보가 달라질 것임을 시사했다.[34] 또한 5월 6일 한나라당은 황우여를 새로운 원내대표로 선출했다. 친이계 좌장격인 이재오가 밀었던 친이계 이병석이 표를 거의 얻지 못하면서 친이계의 입지가 좁아질 것이란 전망도 나왔다.[35]
- 민주당의 반응: 민주당은 축제 분위기에 휩싸였다.[36] 당내에서는 제1야당이라는 존재감이 커지는 한편 내년 총선, 대선도 전망이 밝아졌다는 기대가 나왔다.[37]
- 국민참여당의 반응 : 국민참여당은 큰 충격에 빠졌다. 친노(親盧)' 성지인 김해을에서 패한 책임론이 거센 가운데 원내 정당화 목표를 이루지 못한 이상 참여당이 민주당 등 다른 야권 정당에 흡수되는 것 아니냐는 분석도 나온다. 지도부는 당초 이날 오전으로 예정됐던 봉하마을 방문계획을 급거 취소했다. 전날 참여당은 "승리해도 패배해도 봉하마을을 방문해 노무현 전 대통령의 묘소에 참배하겠다"고 다짐했으나, 예상치 못했던 패배에 약속을 지키지 못할 정도로 무기력해지며 이를 취소하고 유시민 혼자 노무현의 묘소에 참배했다.[38]
- 자유선진당의 반응 : 이회창 자유선진당 대표는 보수 우파 정당들이 연합하는 ‘여권연대’를 제안했다. 이회창은 4월 29일 “다음에 아주 건전한 정권을 세우기 위해서는 여러 가지 건전한 보수의 이념을 갖는 세력들이 공조하고 뭉칠 필요가 있다”고 말했다. 이 대표는 “4·27 재·보선이 뼈아픈 국민의 심판을 보여줬다”며 “제대로 하지 못하면 응징을 하는 것이 국민의 마음이기 때문에 정신을 바짝 차려야 한다”고 말했다. 이는 민주당 등 진보 정당들이 선거 때마다 ‘야권연대’를 구성, 승리를 이끌어내면서 보수정당의 입지가 갈수록 좁혀지고 있는데 대한 위기감이 반영된 것이다.[39] 선진당은 태안군수와 보령ㆍ부여ㆍ서천 기초의원 등 4군데에서 당선자를 냈다.
- 정부와 청와대의 반응: 이명박 대통령도 재보선의 결과에 대해 "국민의 뜻 무겁게 받아들인다"고 말했다.[40] 향후 정부의 동력이 상실될 것이란 전망과 함께 이명박 대통령의 레임덕이 가속화 될 것이란 전망이 나왔다. 청와대 임태희 대통령실장도 청와대 쇄신을 요구하며 책임을 지고 사퇴했다.[41] 한나라당의 쇄신 요구에 따라 5월 6일 정부는 개각을 단행했다. 기획재정부 장관에 박재완 고용노동부 장관을, 농림수산식품부 장관엔 서규용 전 차관, 환경부 장관엔 유영숙 한국과학기술원 책임연구원, 고용노동부 장관엔 이채필 노동부 차관, 국토해양부 장관엔 권도엽 전 국토부 차관이 선정됐다.[42]

## 10월 26일 재보궐선거

### 개요
- 선거일: 2011년 10월 26일(수) 06:00~20:00
- 선거 내용: 총 42개 선거구
  - 광역단체장: 1명
  - 기초단체장: 11명
  - 광역의원: 11명
  - 기초의원: 19명

### 선거 구역 및 사유

#### 광역단체장
| 직책         | 정당 | 정당     | 전임자 | 선거구     | 선거 사유 | 선거 종류 | 비고 |
| ------------ | ---- | -------- | ------ | ---------- | --------- | --------- | ---- |
| 서울특별시장 |      | 한나라당 | 오세훈 | 서울특별시 | 사직      | 보궐선거  |      |

#### 기초단체장
| 직책            | 정당 | 정당     | 전임자 | 선거구      | 선거 사유 | 선거 종류 | 비고 |
| --------------- | ---- | -------- | ------ | ----------- | --------- | --------- | ---- |
| 서울 양천구청장 |      | 민주당   | 이제학 | 서울 양천구 | 당선무효  | 재선거    |      |
| 부산 동구청장   |      | 무소속   | 박한재 | 부산 동구   | 당선무효  | 재선거    |      |
| 대구 서구청장   |      | 무소속   | 서중현 | 대구 서구   | 사직      | 보궐선거  |      |
| 강원 인제군수   |      | 무소속   | 이기순 | 강원 인제군 | 당선무효  | 재선거    |      |
| 충북 충주시장   |      | 민주당   | 우건도 | 충북 충주시 | 당선무효  | 재선거    |      |
| 충남 서산시장   |      | 한나라당 | 유상곤 | 충남 서산시 | 당선무효  | 재선거    |      |
| 전북 남원시장   |      | 민주당   | 윤승호 | 전북 남원시 | 당선무효  | 재선거    |      |
| 전북 순창군수   |      | 민주당   | 강인형 | 전북 순창군 | 당선무효  | 재선거    |      |
| 경북 울릉군수   |      | 한나라당 | 정윤열 | 경북 울릉군 | 당선무효  | 재선거    |      |
| 경북 칠곡군수   |      | 무소속   | 장세호 | 경북 칠곡군 | 당선무효  | 재선거    |      |
| 경남 함양군수   |      | 무소속   | 이철우 | 경남 함양군 | 당선무효  | 재선거    |      |

#### 광역의원
| 직책                   | 정당 | 정당       | 전임자 | 선거구                    | 선거 사유 | 선거 종류 | 비고 |
| ---------------------- | ---- | ---------- | ------ | ------------------------- | --------- | --------- | ---- |
| 서울특별시의회의원     |      | 민주당     | 백금산 | 동대문구 제2선거구        | 당선무효  | 재선거    |      |
| 서울특별시의회의원     |      | 민주당     | 곽종상 | 노원구 제6선거구          | 사직      | 보궐선거  |      |
| 대구광역시의회의원     |      | 한나라당   | 김덕란 | 수성구 제3선거구          | 사직      | 보궐선거  |      |
| 인천광역시의회의원     |      | 민주당     | 김기신 | 남구 제1선거구            | 당선무효  | 재선거    |      |
| 울산광역시의회의원     |      | 한나라당   | 이희석 | 남구 제1선거구            | 사직      | 보궐선거  |      |
| 충청남도의회의원       |      | 자유선진당 | 박상무 | 서산시 제2선거구          | 사직      | 보궐선거  |      |
| 전라북도의회의원       |      | 무소속     | 김병옥 | 익산시 제4선거구          | 사직      | 보궐선거  |      |
| 전라남도의회의원       |      | 민주당     | 김한종 | 장성군 제2선거구          | 당선무효  | 재선거    |      |
| 전라남도의회의원       |      | 무소속     | 박동주 | 함평군 제1선거구          | 당선무효  | 재선거    |      |
| 경상남도의회의원       |      | 무소속     | 서춘수 | 함양군 선거구             | 사직      | 보궐선거  |      |
| 제주특별자치도의회의원 |      | 민주당     | 좌남수 | 제주특별자치도 제19선거구 | 당선무효  | 재선거    |      |

#### 기초의원
| 직책                  | 정당 | 정당       | 전임자 | 선거구            | 선거 사유 | 선거 종류 | 비고 |
| --------------------- | ---- | ---------- | ------ | ----------------- | --------- | --------- | ---- |
| 서울 동대문구의회의원 |      | 민주당     | 박승구 | 동대문구 라선거구 | 퇴직      | 보궐선거  |      |
| 서울 중랑구의회의원   |      | 민주당     | 김시현 | 중랑구 가선거구   | 퇴직      | 보궐선거  |      |
| 서울 중랑구의회의원   |      | 민주당     | 김정례 | 중랑구 바선거구   | 당선무효  | 재선거    |      |
| 서울 노원구의회의원   |      | 한나라당   | 김성환 | 노원구 라선거구   | 사직      | 보궐선거  |      |
| 부산 사하구의회의원   |      | 한나라당   | 김정식 | 사하구 나선거구   | 당선무효  | 재선거    |      |
| 경기 성남시의회의원   |      | 무소속     | 이숙정 | 성남시 타선거구   | 퇴직      | 보궐선거  |      |
| 경기 부천시의회의원   |      | 민주당     | 변채옥 | 부천시 마선거구   | 당선무효  | 재선거    |      |
| 경기 부천시의회의원   |      | 민주당     | 신석철 | 부천시 차선거구   | 사망      | 보궐선거  |      |
| 경기 시흥시의회의원   |      | 민주당     | 정보국 | 시흥시 다선거구   | 당선무효  | 재선거    |      |
| 강원 영월군의회의원   |      | 무소속     | 이병국 | 영월군 나선거구   | 당선무효  | 재선거    |      |
| 충북 보은군의회의원   |      | 한나라당   | 구상회 | 보은군 나선거구   | 당선무효  | 재선거    |      |
| 충남 당진군의회의원   |      | 자유선진당 | 이철수 | 당진군 가선거구   | 당선무효  | 재선거    |      |
| 전남 장성군의회의원   |      | 민주당     | 박광진 | 장성군 나선거구   | 당선무효  | 재선거    |      |
| 전남 화순군의회의원   |      | 무소속     | 정중구 | 화순군 다선거구   | 당선무효  | 재선거    |      |
| 전남 무안군의회의원   |      | 민주당     | 김관형 | 무안군 가선거구   | 퇴직      | 보궐선거  |      |
| 경북 울릉군의회의원   |      | 무소속     | 배상용 | 울릉군 가선거구   | 사직      | 보궐선거  |      |
| 경북 안동시의회의원   |      | 한나라당   | 권동섭 | 안동시 나선거구   | 당선무효  | 재선거    |      |
| 경북 영주시의회의원   |      | 한나라당   | 노미자 | 영주시 나선거구   | 사망      | 보궐선거  |      |
| 경남 통영시의회의원   |      | 무소속     | 이명   | 통영시 다선거구   | 당선무효  | 재선거    |      |

### 개표 결과
- 총선거인수 : 10,022,627 명
- 총투표자수 : 4,596,504 명
- 투표율 : 45.9%
- 정당별 당선자 수
  - 한나라당: 18 (기초단체장 8, 광역의원 4, 기초의원 6)
  - 민주당 : 13 (기초단체장 2, 광역의원 4, 기초의원 7)
  - 자유선진당 : 1 (기초의원 1)
  - 민주노동당 : 1 (기초의원 1)
  - 무소속 : 9 (광역단체장 1, 기초단제창 1, 광역의원 3, 기초의원 4)

#### 광역단체장
|  | 53.41% |

|  | 46.21% |

|  | 0.38% |

서울특별시장 지역구별 득표
|          | 나경원  | 배일도 | 박원순  | 합계    |
| -------- | ------- | ------ | ------- | ------- |
| 종로구   | 31,926  | 277    | 37,770  | 69,973  |
| 중구     | 26,564  | 210    | 28,965  | 55,739  |
| 용산구   | 50,847  | 338    | 46,923  | 98,108  |
| 성동구   | 54,059  | 435    | 64,766  | 119,260 |
| 광진구   | 63,128  | 514    | 80,449  | 144,091 |
| 동대문구 | 65,140  | 614    | 78,221  | 143,975 |
| 중랑구   | 68,501  | 676    | 83,870  | 153,047 |
| 성북구   | 81,902  | 743    | 108,976 | 191,621 |
| 강북구   | 54,531  | 555    | 72,981  | 128,097 |
| 도봉구   | 64,110  | 567    | 78,179  | 142,856 |
| 노원구   | 104,251 | 955    | 131,293 | 236,499 |
| 은평구   | 78,252  | 712    | 104,533 | 183,497 |
| 서대문구 | 55,181  | 495    | 72,542  | 128,218 |
| 마포구   | 67,297  | 511    | 92,375  | 160,183 |
| 양천구   | 89,227  | 1,052  | 103,780 | 194,059 |
| 강서구   | 95,934  | 874    | 120,537 | 217,345 |
| 구로구   | 71,850  | 646    | 94,015  | 166,511 |
| 금천구   | 36,194  | 402    | 51,418  | 88,014  |
| 영등포구 | 73,833  | 567    | 86,069  | 160,469 |
| 동작구   | 73,341  | 583    | 94,283  | 168,207 |
| 관악구   | 78,473  | 857    | 133,587 | 212,917 |
| 서초구   | 111,014 | 488    | 73,139  | 184,641 |
| 강남구   | 140,109 | 672    | 87,657  | 228,438 |
| 송파구   | 140,183 | 947    | 133,087 | 274,217 |
| 강동구   | 92,033  | 718    | 99,061  | 191,812 |

#### 기초단체장
|  | 48.96% |

|  | 38.54% |

|  | 8.85% |

|  | 2.18% |

|  | 1.45% |

|  | 51.08% |

|  | 36.59% |

|  | 10.34% |

|  | 1.96% |

|  | 55.01% |

|  | 44.98% |

|  | 43.20% |

|  | 42.72% |

|  | 11.00% |

|  | 3.06% |

|  | 50.31% |

|  | 23.77% |

|  | 13.07% |

|  | 12.82% |

|  | 28.15% |

|  | 27.50% |

|  | 26.64% |

|  | 17.68% |

|  | 42.60% |

|  | 32.72% |

|  | 24.67% |

|  | 50.27% |

|  | 49.72% |

|  | 34.99% |

|  | 26.83% |

|  | 17.77% |

|  | 10.43% |

|  | 8.53% |

|  | 0.72% |

|  | 0.69% |

|  | 34.47% |

|  | 23.80% |

|  | 20.98% |

|  | 6.57% |

|  | 4.31% |

|  | 3.82% |

|  | 2.69% |

|  | 2.38% |

|  | 0.94% |

|  | 37.73% |

|  | 27.43% |

|  | 24.91% |

|  | 9.91% |

#### 광역의원
|  | 42.54% |

|  | 33.56% |

|  | 18.33% |

|  | 5.56% |

|  | 52.17% |

|  | 47.82% |

|  | 19.21% |

|  | 17.26% |

|  | 16.48% |

|  | 13.95% |

|  | 11.09% |

|  | 10.49% |

|  | 8.19% |

|  | 3.29% |

|  | 53.28% |

|  | 35.06% |

|  | 7.25% |

|  | 4.38% |

|  | 39.39% |

|  | 35.16% |

|  | 20.49% |

|  | 4.94% |

|  | 37.68% |

|  | 32.30% |

|  | 30.00% |

|  | 50.28% |

|  | 27.51% |

|  | 22.19% |

|  | 39.33% |

|  | 27.05% |

|  | 17.28% |

|  | 16.32% |

|  | 39.82% |

|  | 39.54% |

|  | 15.79% |

|  | 3.53% |

|  | 1.29% |

|  | 45.63% |

|  | 25.52% |

|  | 21.75% |

|  | 7.08% |

|  | 40.34% |

|  | 40.30% |

|  | 19.34% |

#### 기초의원
|  | 43.90% |

|  | 41.23% |

|  | 14.85% |

|  | 55.83% |

|  | 44.16% |

|  | 40.25% |

|  | 37.66% |

|  | 17.57% |

|  | 4.50% |

|  | 53.76% |

|  | 46.23% |

|  | 47.68% |

|  | 41.65% |

|  | 10.66% |

|  | 47.86% |

|  | 41.06% |

|  | 8.08% |

|  | 2.04% |

|  | 0.94% |

|  | 32.82% |

|  | 31.67% |

|  | 20.48% |

|  | 15.01% |

|  | 45.62% |

|  | 41.02% |

|  | 13.35% |

|  | 50.71% |

|  | 49.28% |

|  | 38.91% |

|  | 25.60% |

|  | 21.09% |

|  | 14.38% |

|  | 54.70% |

|  | 45.29% |

|  | 35.20% |

|  | 31.48% |

|  | 19.68% |

|  | 13.62% |

|  | 51.79% |

|  | 48.20% |

|  | 57.19% |

|  | 16.58% |

|  | 15.62% |

|  | 10.60% |

|  | 50.29% |

|  | 49.70% |

|  | 47.65% |

|  | 26.99% |

|  | 12.70% |

|  | 12.64% |

|  | 63.65% |

|  | 36.34% |

|  | 38.64% |

|  | 26.27% |

|  | 25.59% |

|  | 9.48% |

|  | 25.74% |

|  | 17.89% |

|  | 16.22% |

|  | 12.32% |

|  | 10.38% |

|  | 9.40% |

|  | 8.00% |

### 당선자

#### 광역단체장
| 직책         | 정당   | 정당   | 당선자 | 득표수    | 득표율          | 비고 |
| ------------ | ------ | ------ | ------ | --------- | --------------- | ---- |
| 서울특별시장 |        | 무소속 | 박원순 | 2,158,476 | \| \| 53.41% \| |      |
|              | 53.41% |        |        |           |                 |      |

#### 기초단체장
|  | 48.96% |

|  | 51.08% |

|  | 55.01% |

|  | 43.20% |

|  | 50.31% |

|  | 28.15% |

|  | 42.60% |

|  | 50.27% |

|  | 34.99% |

|  | 34.47% |

|  | 37.73% |

#### 광역의원
|  | 42.54% |

|  | 53.27% |

|  | 19.21% |

|  | 53.28% |

|  | 39.39% |

|  | 37.38% |

|  | 50.28% |

|  | 39.33% |

|  | 39.82% |

|  | 45.63% |

|  | 40.34% |

#### 기초의원
|  | 43.90% |

|  | 55.83% |

|  | 40.25% |

|  | 53.79% |

|  | 47.68% |

|  | 47.86% |

|  | 32.82% |

|  | 45.62% |

|  | 50.71% |

|  | 38.91% |

|  | 54.70% |

|  | 35.20% |

|  | 51.79% |

|  | 57.19% |

|  | 50.29% |

|  | 47.65% |

|  | 63.65% |

|  | 38.64% |

|  | 25.74% |

### 선거 결과

#### 광역단체장
| 직책         | 정당 | 정당     | 전임자 | 정당 | 정당   | 당선자 |
| ------------ | ---- | -------- | ------ | ---- | ------ | ------ |
| 서울특별시장 |      | 한나라당 | 오세훈 |      | 무소속 | 박원순 |

#### 기초단체장
| 직책            | 정당 | 정당     | 전임자 | 정당 | 정당     | 당선자 |
| --------------- | ---- | -------- | ------ | ---- | -------- | ------ |
| 서울 양천구청장 |      | 민주당   | 이제학 |      | 한나라당 | 추재엽 |
| 부산 중구청장   |      | 무소속   | 박한재 |      | 한나라당 | 정영석 |
| 대구 서구청장   |      | 무소속   | 서중현 |      | 한나라당 | 강성호 |
| 강원 인제군수   |      | 무소속   | 이기순 |      | 한나라당 | 이순선 |
| 충북 충주시장   |      | 민주당   | 우건도 |      | 한나라당 | 이종배 |
| 충남 서산시장   |      | 한나라당 | 유상곤 |      | 한나라당 | 이완섭 |
| 전북 남원시장   |      | 민주당   | 윤승호 |      | 민주당   | 이환주 |
| 전북 순창군수   |      | 민주당   | 강인형 |      | 민주당   | 황숙주 |
| 경북 울릉군수   |      | 한나라당 | 정윤열 |      | 무소속   | 최수일 |
| 경북 칠곡군수   |      | 무소속   | 장세호 |      | 한나라당 | 백선기 |
| 경남 함양군수   |      | 무소속   | 이철우 |      | 한나라당 | 최완식 |

#### 광역의원
| 의회               | 선거구                    | 정당 | 정당       | 전임자 | 정당 | 정당     | 당선자 |
| ------------------ | ------------------------- | ---- | ---------- | ------ | ---- | -------- | ------ |
| 서울특별시의회     | 동대문구 제2선거구        |      | 민주당     | 백금산 |      | 한나라당 | 강태희 |
| 서울특별시의회     | 노원구 제6선거구          |      | 민주당     | 곽종상 |      | 민주당   | 유청   |
| 대구광역시의회     | 수성구 제3선거구          |      | 한나라당   | 김덕란 |      | 무소속   | 이성수 |
| 인천광역시의회     | 남구 제1선거구            |      | 민주당     | 김기산 |      | 한나라당 | 최용덕 |
| 울산광역시의회     | 남구 제1선거구            |      | 한나라당   | 이희석 |      | 무소속   | 안성일 |
| 충청남도의회       | 서산시 제2선거구          |      | 자유선진당 | 박상무 |      | 민주당   | 이도규 |
| 전라북도의회       | 익산시 제4선거구          |      | 무소속     | 김병옥 |      | 민주당   | 김연근 |
| 전라남도의회       | 장성군 제2선거구          |      | 민주당     | 김한종 |      | 민주당   | 이준호 |
| 전라남도의회       | 함평군 제1선거구          |      | 무소속     | 박동주 |      | 무소속   | 옥부호 |
| 경상남도의회       | 함양군 선거구             |      | 무소속     | 서춘수 |      | 한나라당 | 이영재 |
| 제주특별자치도의회 | 제주특별자치도 제19선거구 |      | 민주당     | 좌남수 |      | 한나라당 | 서대길 |

#### 기초의원
| 의회              | 선거구            | 정당 | 정당       | 전임자 | 정당 | 정당       | 당선자 |
| ----------------- | ----------------- | ---- | ---------- | ------ | ---- | ---------- | ------ |
| 서울 동대문구의회 | 동대문구 라선거구 |      | 민주당     | 박승구 |      | 민주당     | 김창규 |
| 서울 중랑구의회   | 중랑구 가선거구   |      | 민주당     | 김시현 |      | 민주당     | 김종갑 |
| 서울 중랑구의회   | 중랑구 바선거구   |      | 민주당     | 김정례 |      | 한나라당   | 나도명 |
| 서울 노원구의회   | 노원구 라선거구   |      | 한나라당   | 김성환 |      | 민주노동당 | 이상희 |
| 부산 사하구의회   | 사하구 나선거구   |      | 한나라당   | 김정식 |      | 한나라당   | 최광렬 |
| 경기 성남시의회   | 성남시 타선거구   |      | 무소속     | 이숙정 |      | 한나라당   | 권락용 |
| 경기 부천시의회   | 부천시 마선거구   |      | 민주당     | 변채옥 |      | 민주당     | 이동현 |
| 경기 부천시의회   | 부천시 차선거구   |      | 민주당     | 신석철 |      | 민주당     | 서헌성 |
| 경기 시흥시의회   | 시흥시 다선거구   |      | 민주당     | 정보국 |      | 민주당     | 김영철 |
| 강원 영월군의회   | 영월군 나선거구   |      | 무소속     | 이병국 |      | 한나라당   | 원장희 |
| 충북 보은군의회   | 보은군 나선거구   |      | 한나라당   | 구삼회 |      | 민주당     | 최당열 |
| 충남 당진군의회   | 당진군 가선거구   |      | 자유선진당 | 이철수 |      | 자유선진당 | 김석준 |
| 전남 장성군의회   | 장성군 나선거구   |      | 민주당     | 박광진 |      | 무소속     | 김회식 |
| 전남 화순군의회   | 화순군 다선거구   |      | 무소속     | 정중구 |      | 민주당     | 양점승 |
| 전남 무안군의회   | 무안군 가선거구   |      | 민주당     | 김관형 |      | 무소속     | 정찬수 |
| 경북 울릉군의회   | 울릉군 가선거구   |      | 무소속     | 배상용 |      | 무소속     | 최경환 |
| 경북 안동시의회   | 안동시 나선거구   |      | 한나라당   | 권동섭 |      | 한나라당   | 권기탁 |
| 경북 영주시의회   | 영주시 나선거구   |      | 한나라당   | 노미자 |      | 한나라당   | 심재연 |
| 경남 통영시의회   | 통영시 다선거구   |      | 무소속     | 이명   |      | 무소속     | 구상식 |